# Charles Gravier, comte de Vergennes

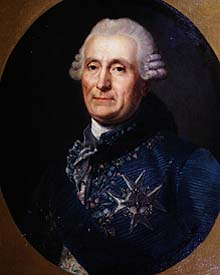
Charles Gravier, Comte de Vergennes

Charles Gravier, Comte de Vergennes (* 20. Dezember 1717 in Dijon; † 13. Februar 1787 in Versailles) war französischer Staatsmann.

## Leben
Vergennes wurde von seinem Großonkel, Théodore Chevignard de Chavigny (1687–1771), im Jahr 1740 Botschafter in Lissabon, in den Diplomatenberuf eingeführt. Unter ihm versah er seinen ersten Dienst in Lissabon. Wegen seiner erfolgreichen Vertretung französischer Interessen am Hof von Trier im Jahr 1750 und den folgenden Jahren wurde er 1755 nach Konstantinopel geschickt, zunächst als Generalbevollmächtigter, dann als Botschafter Frankreichs an der Hohen Pforte. 1768 wurde er wegen einer angeblichen Mesalliance mit Madame Testa (der Witwe eines Chirurgen aus Pera) abberufen, tatsächlich aber, weil der französische Außen- und Kriegsminister Choiseul ihm nicht zutraute, eine Auseinandersetzung zwischen Russland und dem Osmanischen Reich zu provozieren. Nach Choiseuls Tod wurde er nach Stockholm berufen, mit Instruktionen, der Adelspartei der „Hüte“ mit Rat und Geld zur Seite zu stehen. Die Revolution, in der Gustav III. das Parlament entmachtete und sich so wieder zum Alleinherrscher machte (19. August 1772), war ein großer diplomatischer Triumph für Frankreich.
Mit der Thronbesteigung Ludwigs XVI. wurde Vergennes französischer Außenminister. Im Allgemeinen war sein außenpolitischer Kurs von freundlichen Beziehungen zu Österreich geprägt, verbunden mit einer Beschränkung der ehrgeizigen Pläne Josephs II. Weiterhin spielte der Schutz des Osmanischen Reiches und eine konsequente Opposition gegen England eine Rolle. Sein Hass gegen England und sein Verlangen, die Niederlagen im Siebenjährigen Krieg wieder wettzumachen, brachten ihn zu seiner Unterstützung der Vereinigten Staaten im Unabhängigkeitskrieg. Die moralischen und finanziellen Konsequenzen dieser Entscheidung haben nicht wenig zur Revolution von 1789 beigetragen.
Durch eine Reihe von Verhandlungen versuchte Vergennes, eine bewaffnete Neutralität der Nordmächte sicherzustellen, und hatte damit schließlich bei Katharina II. Erfolg. Er gab den Forderungen Beaumarchais nach, dass Frankreich die Amerikaner geheim mit Waffen und Freiwilligen versorgen solle. 1777 informierte er die amerikanischen Bevollmächtigten, dass Frankreich die Republik anerkenne und willens sei, eine offensive und defensive Allianz mit dem neuen Staat zu bilden.
Innenpolitisch zählte Vergennes zur alten Schule. Er intrigierte gegen Necker, den er als gefährlichen Neuerer, als Republikaner, Ausländer und Protestant betrachtete. 1781 wurde er Vorsitzender des Finanzconseils, und 1783 unterstützte er die Nominierung Calonnes zum Generalkontrolleur. Vergennes starb noch vor der Einberufung der Notabelnversammlung, von der man sagt, dass er sie Ludwig XVI. vorgeschlagen habe.